# Erik Ågren (översättare)
Erik Anders Ågren, född 7 november 1953, är en svensk översättare och brevbärare.
Ågren är framför allt känd för den pågående översättningen av Franz Kafkas Samlade skrifter på Bakhåll som han gör tillsammans med Hans Blomqvist. De gjorde sin första Kafkaöversättning 1995 och utgivningen i samlade verkutgåvan inleddes 2000 (15 band har givits ut t.o.m. 2014).

## Översättningar (utöver KafkasSamlade skrifter)
- Robert Crumb & David Zane Mairowitz: Kafka: en introduktion (Kafka for Beginners) (översatt tillsammans med Hans Blomqvist) (Bakhåll, 1998)
- Rainer Maria Rilke: Malte Laurids Brigges anteckningar (Die Aufzeichnungen des Malte Laurids Brigge) (Bakhåll, 2005)
- Hermann Hesse: Demian: berättelsen om Emil Sinclairs ungdom (Demian) (Bakhåll, 2006)
- Heinrich von Kleist: Michael Kohlhaas: ur en gammal krönika (Michael Kohlhaas) (Bakhåll, 2007)
- Hermann Hesse: Knulp (Knulp) (Bakhåll, 2009)
- Johann Valentin Andreæ: Christian Rosencreutz alkemiska bröllop år 1459 (Die Chymische Hochzeit des Christian Rosencreutz) (Bakhåll, 2009)
- E. T. A. Hoffmann: Don Juan och andra noveller (översatt tillsammans med Hans Blomqvist) (Bakhåll, 2010)
- Ernst Jünger: På marmorklipporna (Auf den Marmorklippen) (översatt tillsammans med Hans Blomqvist) (Bakhåll, 2011)
- Johann Wolfgang von Goethe: Sagan (Das Märchen) (översatt tillsammans med Hans Blomqvist) (Bakhåll, 2011)
- Franz Kafka: Raderna som Kafka strök (översatt tillsammans med Hans Blomqvist) (Bakhåll, 2012) [Ingår ej i Samlade skrifter!]
- Ernst Weiss: Ögonvittnet: roman (Der Augenzeuge) (översatt tillsammans med Hans Blomqvist) (Bakhåll, 2013)

## Priser
- 2005 – Stiftelsen Natur & Kulturs översättarpris
- 2009 – De Nios översättarpris